# Сенной Лог
Сенной Лог — упразднённый посёлок в Суетском районе Алтайского края России. Располагался на территории современного Верх-Суетского сельсовета. Точная дата упразднения не установлена.

## История
Основан в 1910 году.
В 1928 г. посёлок Сенной Лог был в составе Малиновского сельсовета Знаменского района Славгородского округа Сибирского края.

## Население
В 1926 году в посёлке проживало 357 человек (184 мужчины и 173 женщины), основное население — русские

## Инфраструктура
Личное подсобное хозяйство с зоной сельскохозяйственного использования, индивидуальная застройка усадебного типа. В 1928 г. посёлок Сенной Лог состоял из 61 хозяйств.